# Tadeusz Byliński (sędzia)
Tadeusz Byliński (ur. 12 stycznia 1924 w Głębokiem, zm. 4 września 1962 w Warszawie) – sędzia Sądu Najwyższego w Warszawie od 22 maja 1962 do 4 września 1962.

## Życiorys
Tadeusz Byliński był synem Bolesława Bylińskiego i Marianny z domu Sobolewskiej. Jego żoną była Augusta, z domu Siempińska, z którą miał córkę Ewę Bylińską, urodzoną 20 grudnia 1953.
Ukończył gimnazjum w Grodnie. W 1944 był żołnierzem AK/Oddziału Nowogródek (pseudonim „Borowik”) (I kompania Batalionu Nowogródzkiego VII).
Ukończył studia na Wydziale Prawa Uniwersytetu Łódzkiego. W 1951 zaczął pracować jako sędzia, orzekał w sądach okręgu łódzkiego. 22 maja 1962 został wybrany na podstawie uchwały Rady Państwa na Sędziego Sądu Najwyższego w Warszawie w Izbie Pracy i Ubezpieczeń Społecznych. Był wówczas najmłodszym sędzią Sądu Najwyższego.
Był członkiem Związku Młodzieży Polskiej, Polskiej Zjednoczonej Partii Robotniczej oraz Zrzeszenia Prawników Polskich.
Zmarł w wyniku choroby. Pochowany został na Cmentarzu Wojskowym na Powązkach (kwatera B22-7-5).

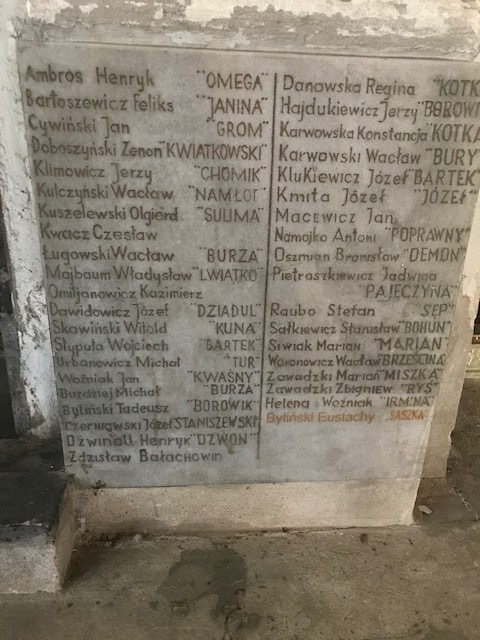
Tablica pamiątkowa poświęcona poległym, zamordowanym lub zmarłym żołnierzom Okręgu Nowogródek w kościele Franciszkanów

W kościele i klasztorze Franciszkanów pod wezwaniem Św. Antoniego w Warszawie wmurowana jest tablica pamiątkowa poległych i zmarłych żołnierzy Okręgu Nowogródek AK. Na tej tablicy umieszczone jest nazwisko zmarłego Tadeusza Bylińskiego i jego zmarłego brata Eustachego Bylińskiego.

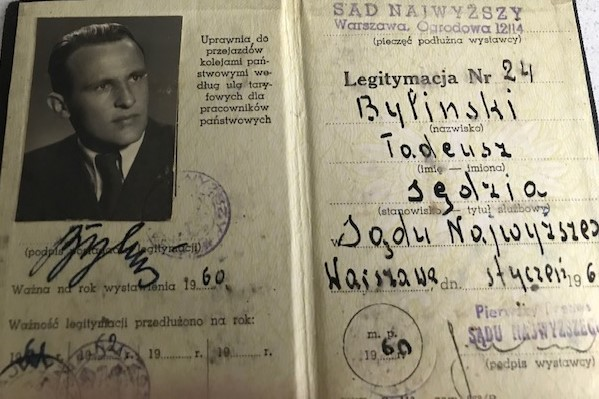
Legitymacja Sędziowska Tadeusza Bylińskiego

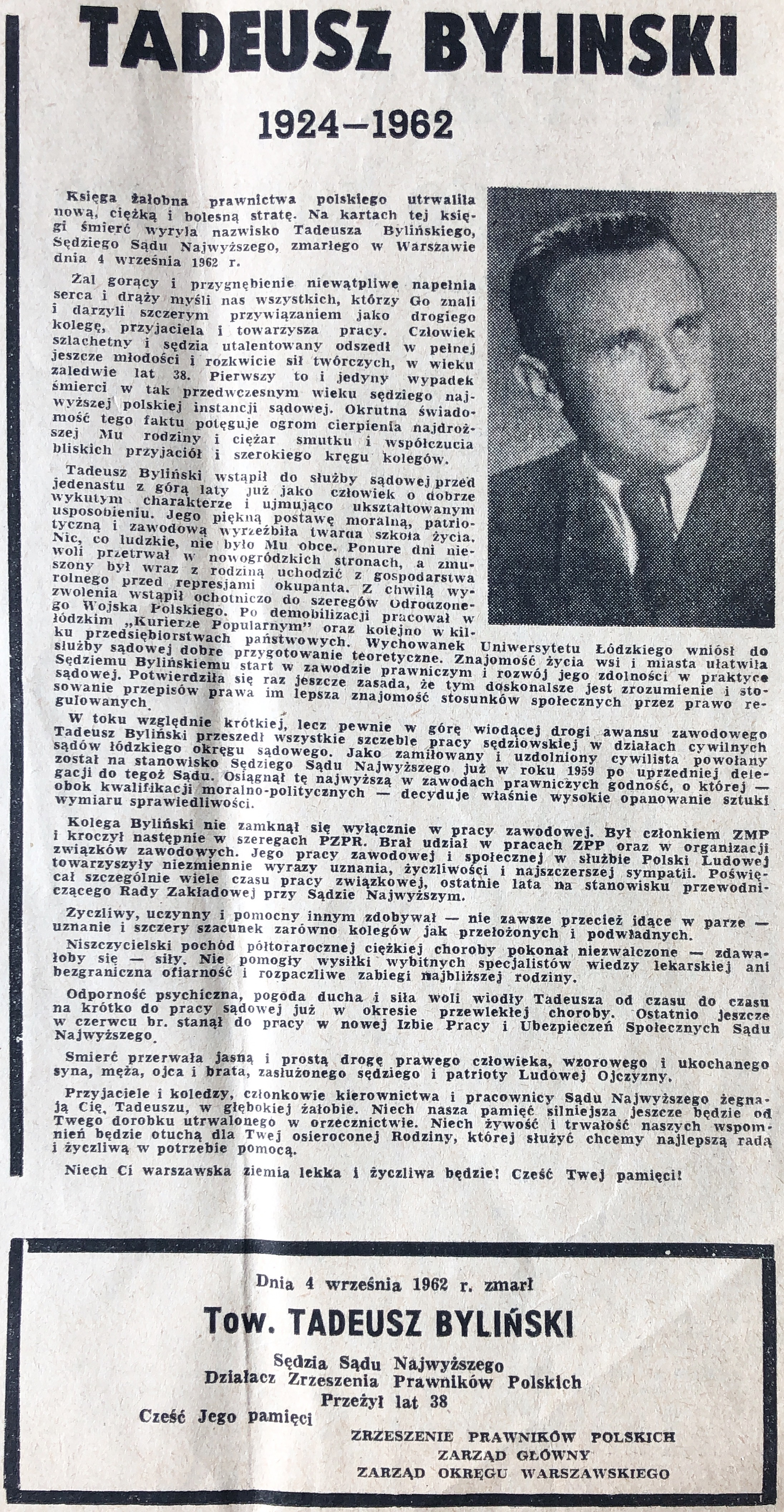
Nekrolog w dwutygodniku „Prawo i Życie” z 16 września 1962